# Наталія Кордова-Баклі
Наталія Кордова-Баклі, яку іноді просто називають Наталею Кордовою (нар. 25 листопада 1982) — мексикансько-американська актриса. Найвідоміша за головну роль у ролі Єлени "Йо-Йо" Родріґес у супергеройському серіалі ABC "Агенти Щ.И.Т." Marvel (2013–2020).

## Раннє життя
Кордова-Баклі народилася в Мехіко та виросла в Канкуні. Її дідусь — Панчо Кордова, актор мексиканського та американського кіно, якого вона ніколи не зустрічала.
Кордова-Баклі пройшла класичну підготовку як артистка балету, тренуючись у Фернандо Алонсо в танцювальній компанії Centro de Arte Siglo XXI. Вважаючи заняття занадто обмежувальним, вона вирішила замість цього стати актрисою. Вона переглянула акторську майстерність, намагаючись уникнути її через те, що її в молодості дражнили за її голос. Вона заявила: "діти не переслідували мене, коли ми грали в теги, тому що вони говорили, що я кричав, як Ґодзілла. Це був не лише мій голос, але [також] той факт, що я маю досить сильну особистість і завжди був дуже відвертим і самовпевненим".
У віці 17 років вона переїхала до США після прийняття на драматичний факультет Школи мистецтв Університету Північної Кароліни - програми середньої школи для людей похилого віку в образотворчому мистецтві. Після закінчення школи вона відвідувала театральну консерваторію в Каліфорнійському інституті мистецтв.

## Кар'єра
Кордова-Баклі дебютувала в акторській грі в мексиканському комедійному драматичному серіалі "Los simuladores" (2008–2009). Далі були другорядні ролі в численних іспаномовних фільмах, таких як "Sucedió en un día" (2010) та " Lluvia de Luna" (2011). Свою першу головну головну роль вона здобула у драматичному фільмі " Вентанас аль-Мар" (2012), проти акторів-ветеранів Чаро Лопеса та Фернандо Гіллена.
Кордова-Баклі отримала свою першу американську акторську роль у спортивному драматичному фільмі "Макфарланд", США (2015), навпроти Кевіна Костнера. Вона майже кинула акторську діяльність, перш ніж виграла роль Єлени "Йо-Йо" Родрігес у драматичному серіалі ABC про супергероїв Marvel's Agents of SHIELD (2013–2020), отримавши подальше визнання в процесі. Під час четвертого сезону серіалу вона очолила 6-серійний міні-серіал " Slingshot", дебют якого відбувся 13 грудня 2016 року Серіал був номінований на премію Primetime Emmy за видатну комедійну або драматичну серію короткої форми.
У 2017 році вона зіграла роль адвоката Джулії Рамос у драматичному серіалі жахів A&E Bates Motel, де працювала навпроти Віри Фарміги та Фредді Хаймора. Того ж року вона озвучила роль художниці Фріди Кало в анімаційному музичному фільмі Діснея - Піксара "Коко", який отримав премію Оскар за найкращий анімаційний фільм.
У 2018 році Кордова-Баклі знялася в ролі Дет. Гаврас у кримінальному трилері "Руйнівник", навпроти Ніколь Кідман.

## Особисте життя
Кордова-Баклі одружена з музикантом і актором Брайаном Баклі з 2011 року. Разом подружжя проживають у Лос-Анджелесі зі своїми двома собаками Лоркою та Буковськими.
Одним з її натхненників та зразків для наслідування стала художниця Фріда Кало, яку вона зобразила в "Коко".

## Фільмографія

### Фільм
| Рік      | Заголовок            | Роль               | Примітки       |
| -------- | -------------------- | ------------------ | -------------- |
| 2010 рік | Sucedió en un día    | Наталія            |                |
| 2011 рік | Ллювія де Луна       | Марта              |                |
| 2011 рік | Елла і ель кандидато | Андреа             |                |
| 2012 рік | Вентанас аль-Мар     | Ана                |                |
| 2014 рік | Єрбамала             | Барбара            |                |
| 2015 рік | МакФарланд           | Сеньйора Валлес    |                |
| 2015 рік | Вамонос              | Дел                | Короткий фільм |
| 2016 рік | Крижана коробка      | Габріела Фернандес | Короткий фільм |
| 2017 рік | З поверненням        | Кармен             | Короткий фільм |
| 2017 рік | Коко                 | Фріда Кало (голос) |                |
| 2018 рік | Руйнівник            | Дет. Гаврась       |                |

### Телебачення
| Рік            | Заголовок              | Роль                   | Примітки               |
| -------------- | ---------------------- | ---------------------- | ---------------------- |
| 2008–2009      | Los simuladores        | Наталія                | 6 серій                |
| 2008 рік       | Термінали              | Ріта                   | 2 серії                |
| 2010 рік       | Лос Мінондо            | Ізабель                | Головна роль; 10 серій |
| 2011 рік       | Bienes raíces          | Ольга                  | 4 серії                |
| 2016–2020 роки | Агенти ЩИТ             | Олена "Йо-Йо" Родрігес | Головна роль; 62 серії |
| 2016 рік       | Агенти SHIELD: Рогатка | Олена "Йо-Йо" Родрігес | Головна роль; 6 серій  |
| 2017 рік       | Мотель Бейтс           | Джулія Рамос           | 2 серії                |
| 2021 рік       | Койот                  | Палома Замора          | 3 серії                |